# Rio Prêto (vattendrag i Brasilien, Espírito Santo, lat -21,25, long -41,18)
Rio Prêto är ett vattendrag i Brasilien.   Det ligger i delstaten Espírito Santo, i den sydöstra delen av landet, 900 km sydost om huvudstaden Brasília.
Omgivningen kring Rio Prêto är huvudsakligen savann. Området är ganska glesbefolkat, med 22 invånare per kvadratkilometer.